# كلية نيو كوليج
كلية نيو كوليج (بالإنجليزية: New College, Oxford)‏ هي إحدى الكليات المكونة لجامعة أكسفورد في المملكة المتحدة. تأسست كلية نيو كوليدج عام 1379 على يد ويليام أوف ويكهام بالتعاون مع كلية وينشستر كمدرسة مغذية لها، وكانت واحدة من أولى الكليات في الجامعة التي تقبل الطلاب الجامعيين وتعلمهم.
تقع الكلية في وسط مدينة أكسفورد، بين شارع هوليويل ونيو كوليدج لين (المعروف بجسر التنهدات في أكسفورد). الكلية الشقيقة لها هي كلية كينغزفي كامبريدج. سجلت جوقة نيو كوليج أكثر من مائة ألبوم، وفازت Gramophone Awards ‏.

## تاريخها
على الرغم من اسمها، تعد الكلية الجديدة واحدة من أقدم كليات أكسفورد. تأسست عام 1379 على يدويليام أوف ويكهام، أسقف وينشستر، باسم "كلية سانت ماري في وينشستر في أوكسينفورد"، مع كل من الخريجين والطلاب الجامعيين.

## الصور

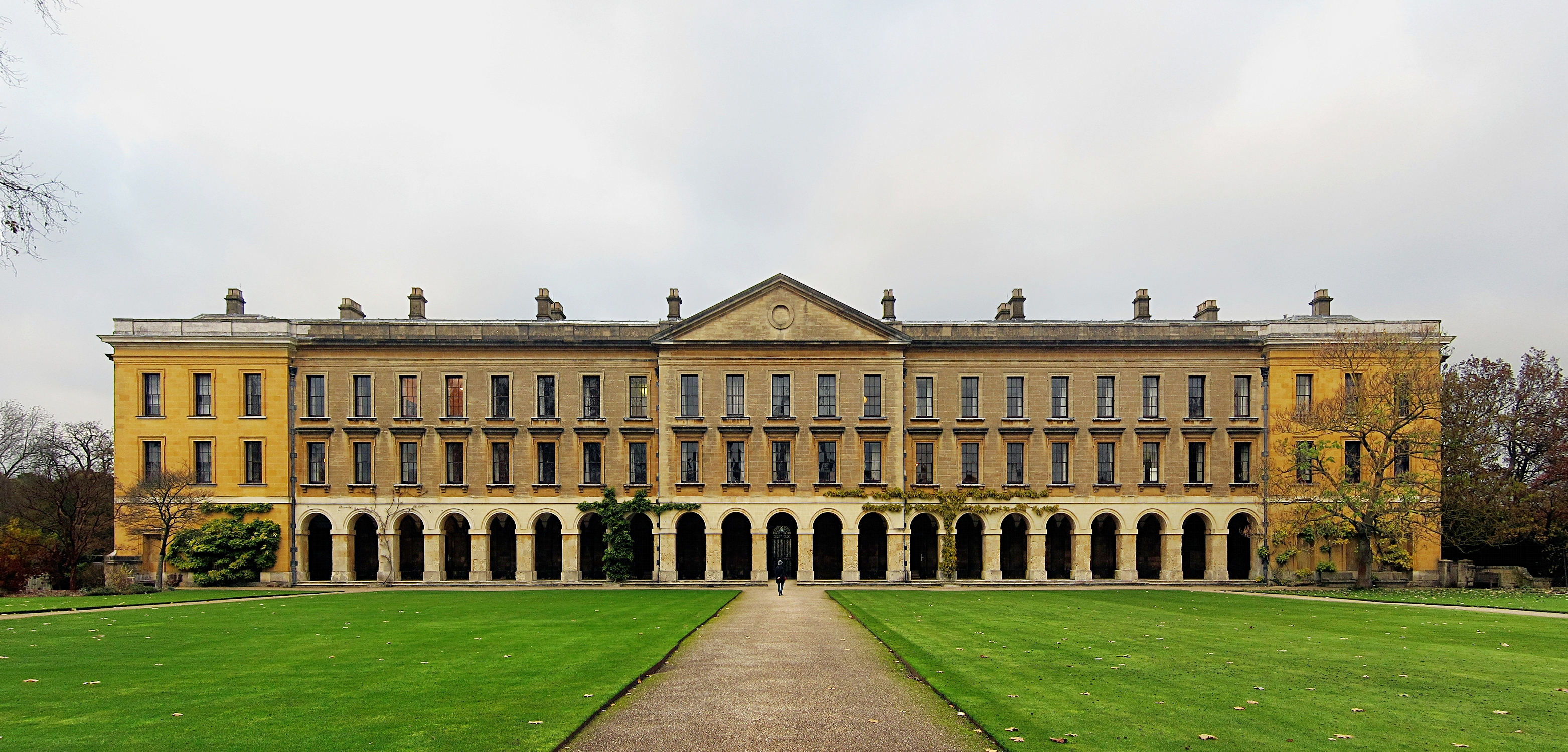
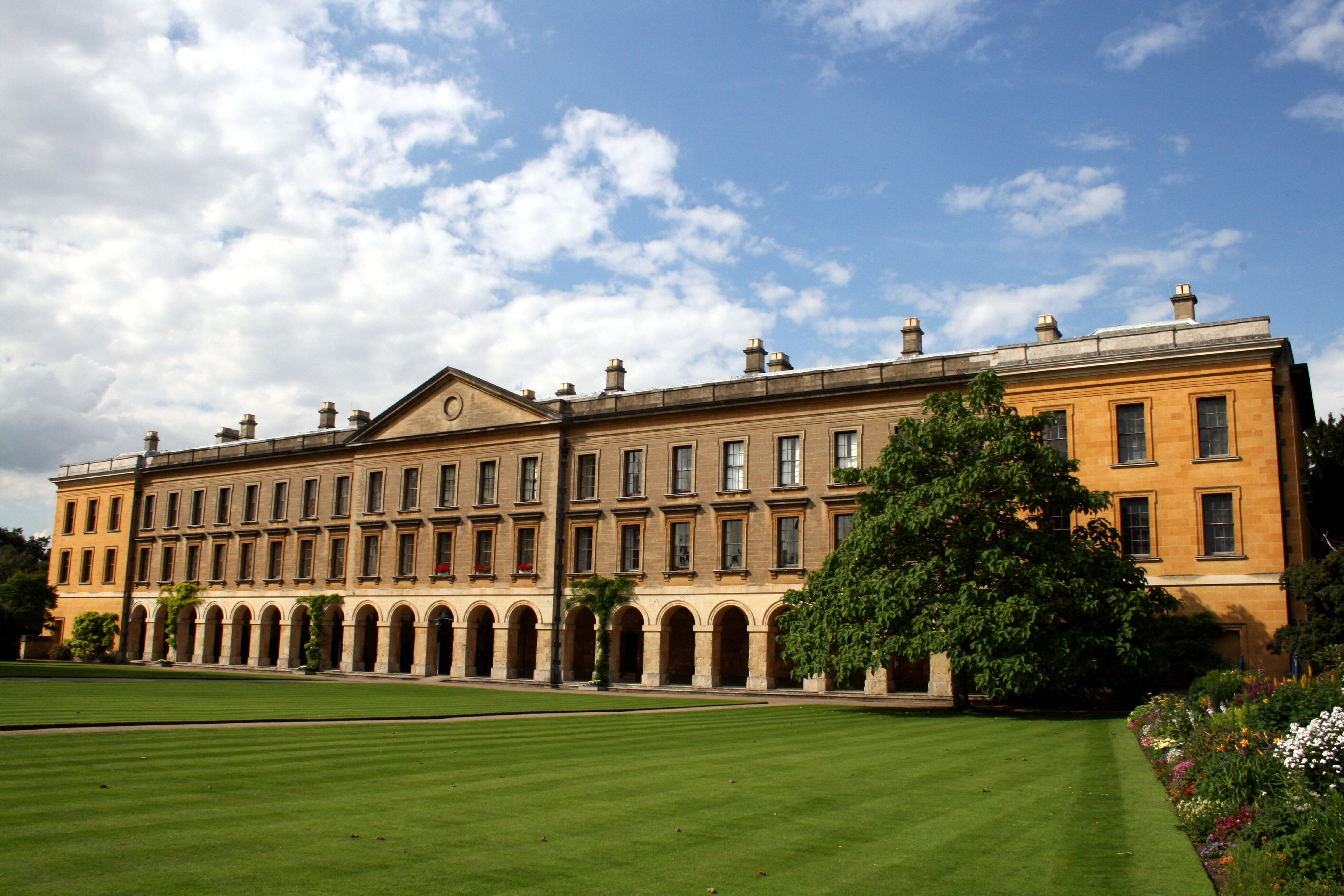
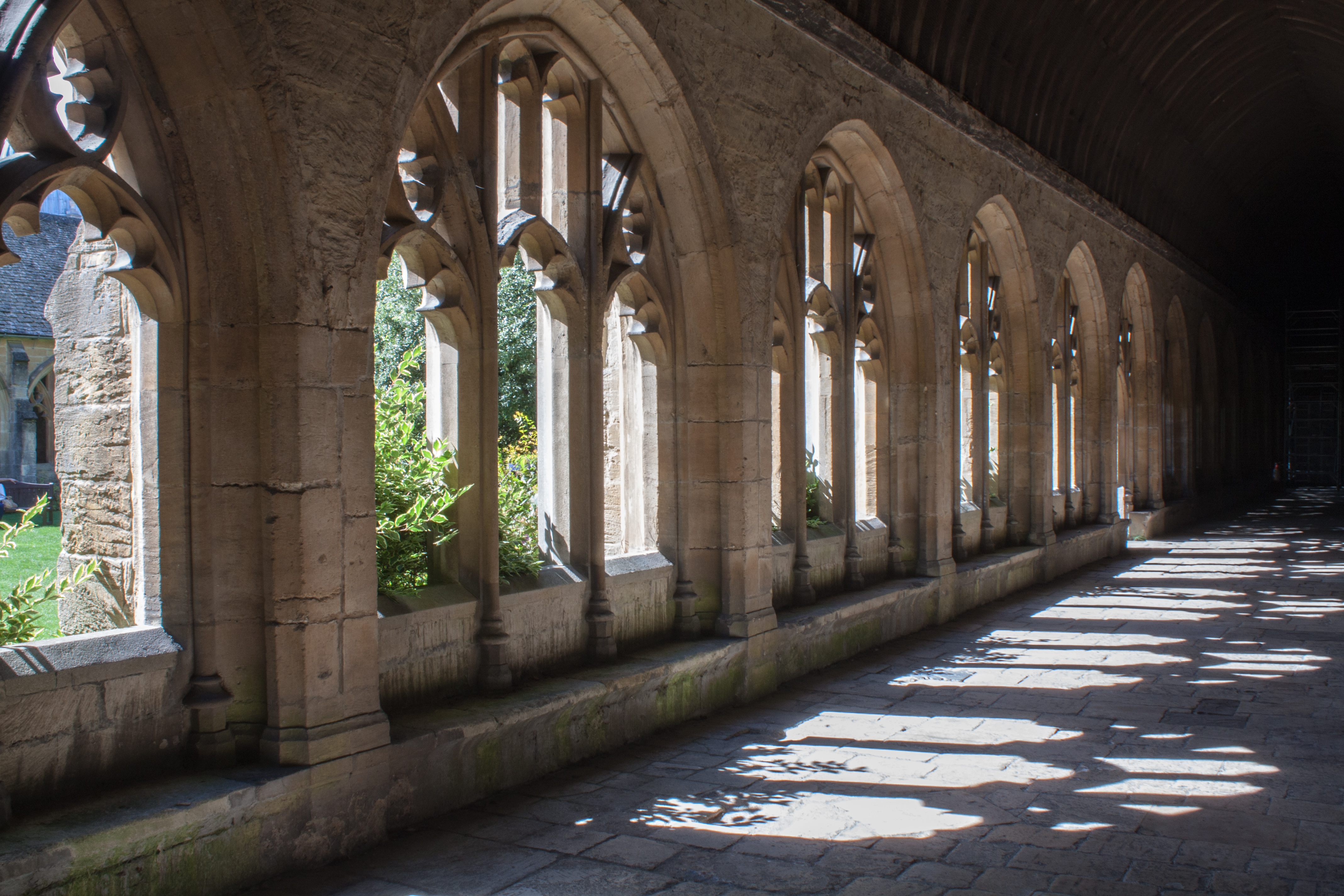
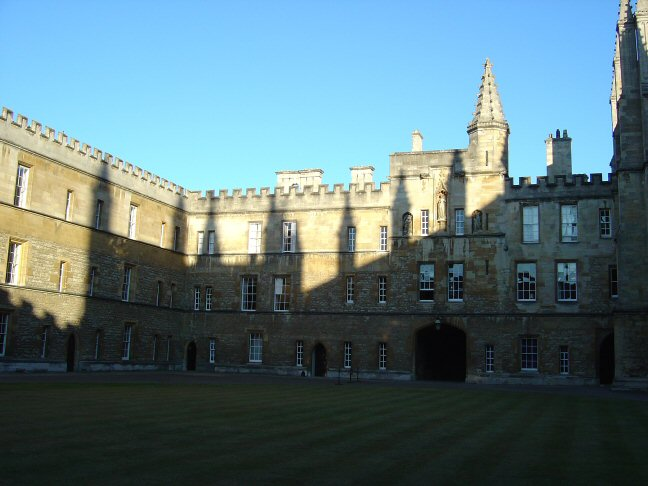